# Tractor oruga

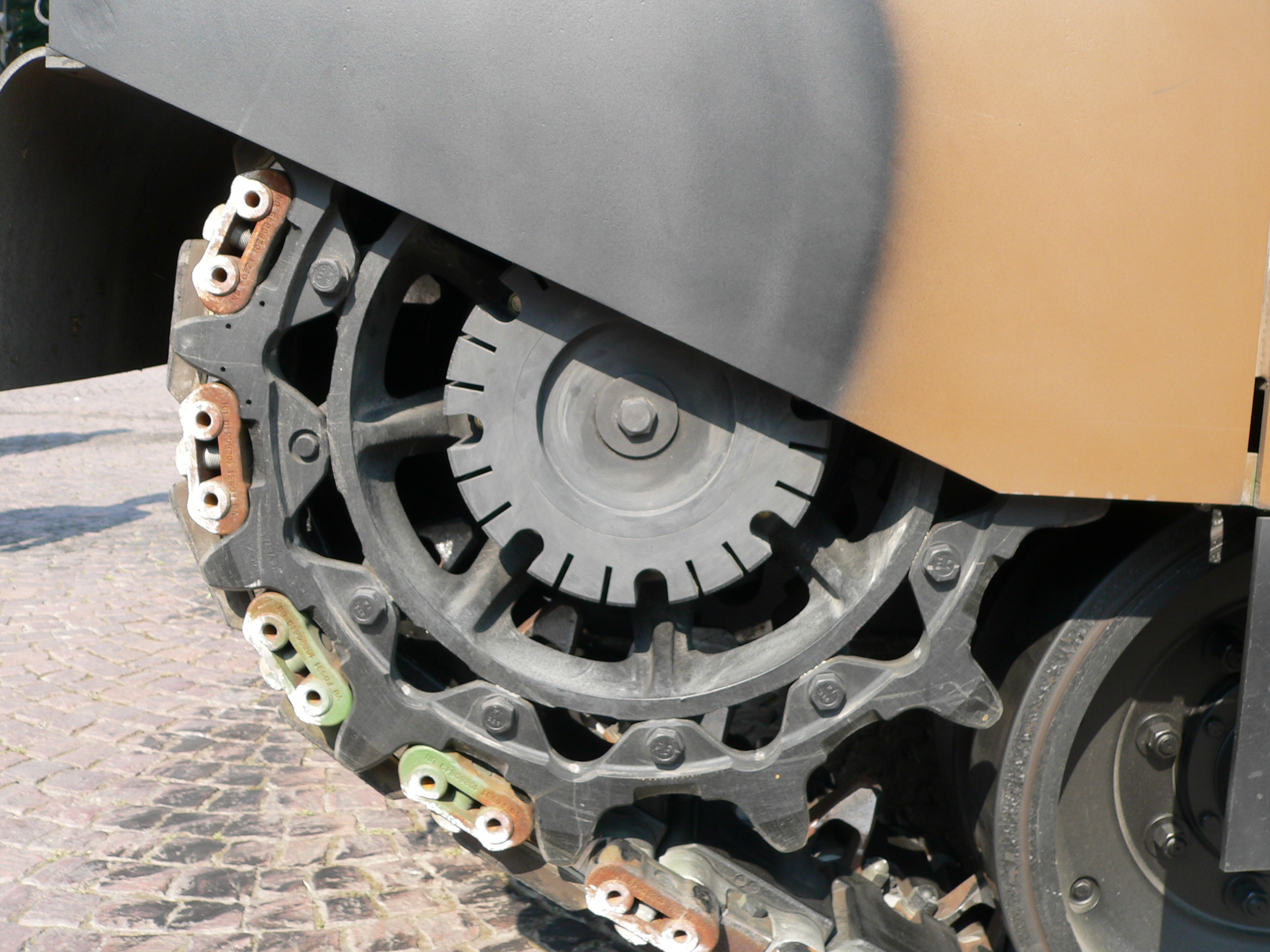
Rueda-piñón de transmisión en la parte trasera de la oruga de un tanque Leclerc.

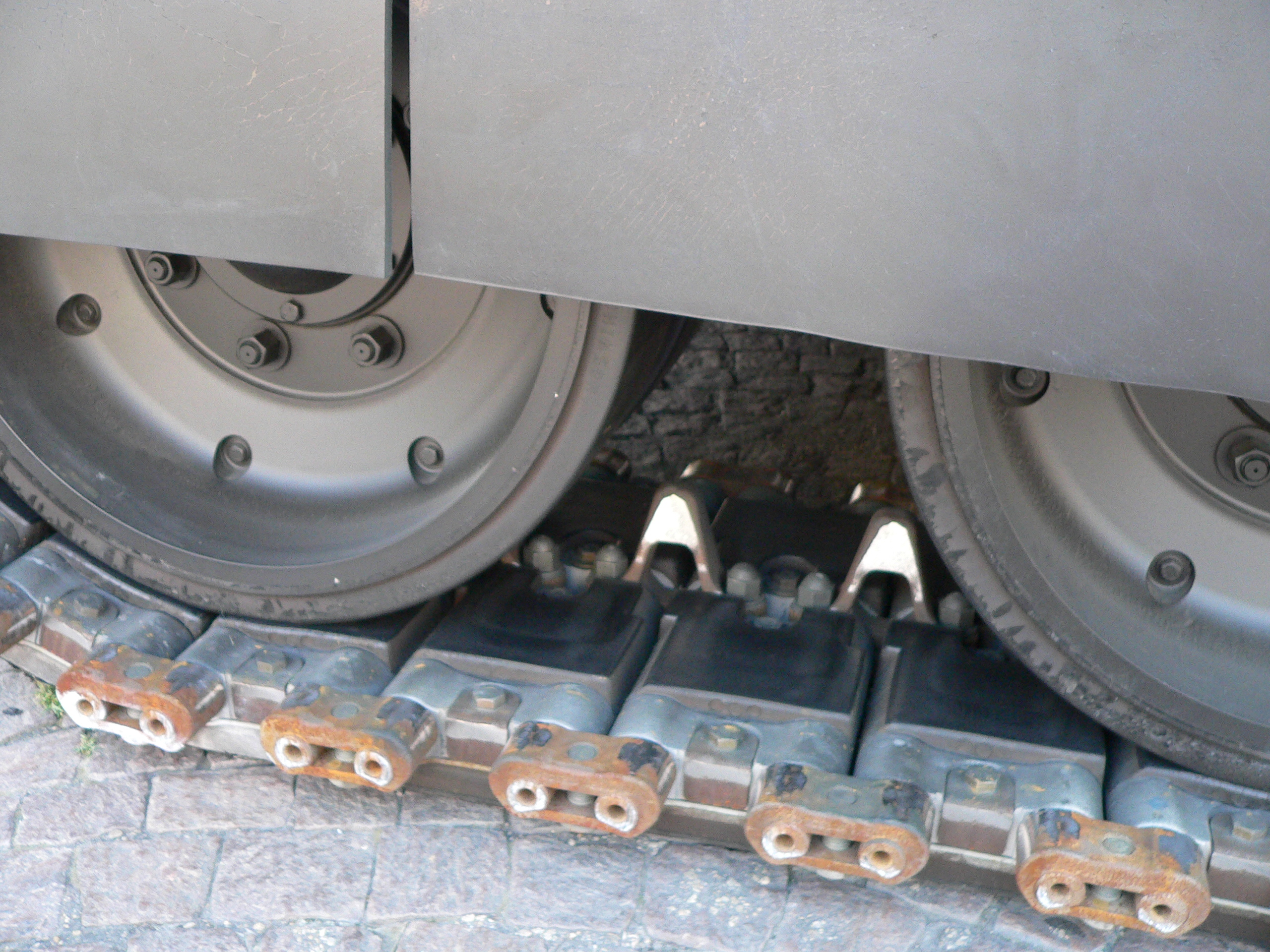
Ruedas de rodamiento de la oruga de un AMX-56 Leclerc.

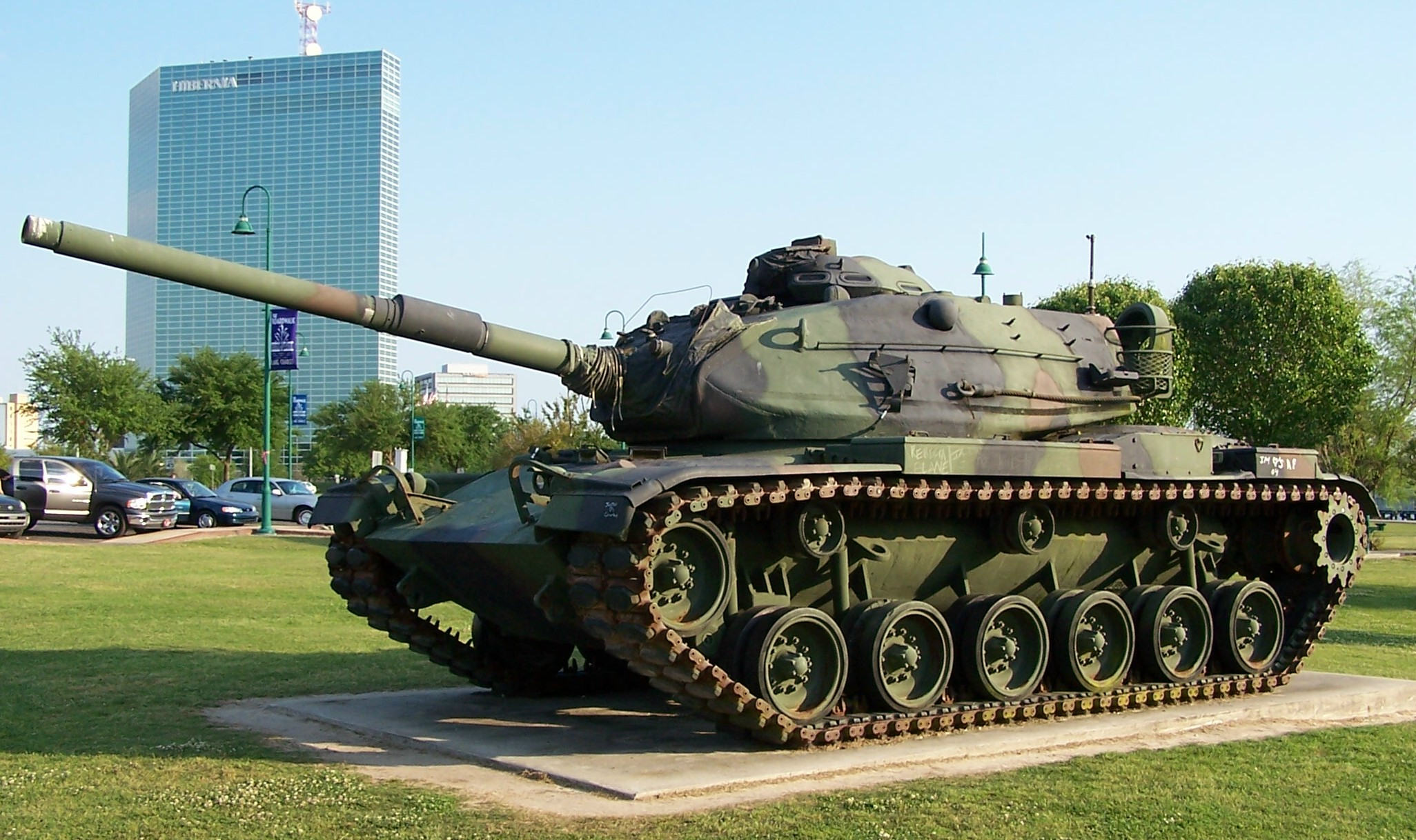
Un M60 Patton con seis ruedas de rodadura por oruga.

Un tractor oruga es un dispositivo de tracción utilizado principalmente en vehículos pesados, como carros de combate y tractores, u otro tipo de vehículos. Consiste en un conjunto de eslabones modulares que permiten un desplazamiento estable aun en terrenos irregulares. 
La mayoría de las orugas forman parte de un cinturón flexible con un conjunto de eslabones rígidos unidos unos a otros fuertemente. Los eslabones ayudan al vehículo a distribuir el peso en una superficie mayor que la que hubiera tenido con el empleo de ruedas, y esto hace que pueda moverse por un número mayor de superficies sin hundirse debido a su propio peso. Por ejemplo, la presión que ejerce un automóvil sobre el suelo es igual aproximadamente a 207 kPa, mientras que las setenta toneladas que pesa un carro M1 Abrams ejercen una presión sobre el firme de 103 kPa. 

## Historia
En el año 1837 el inventor ruso Dimitry Holt diseñó una especie de vehículo con tramos móviles y que patentó el mismo año. Sin embargo debido a una gran falta de fondos no pudo elaborar un prototipo. Como resultado su patente fue olvidada en el año 1839. En 1846, el ingeniero británico James Boydell patentó una "rueda ferroviaria sin fin". Los tractores empujados a vapor empleaban una forma de oruga que fue probada por la alianza occidental durante la Guerra de Crimea en la década de 1850. Una oruga efectiva fue inventada y construida por Alvin Lombard, que la patentó en el año 1901.

### Hornsby/Holt
Tras el comienzo de las operaciones de Lombard, Hornsby en Inglaterra manufacturó al menos dos vehículos "guiados por orugas", y su patente fue posteriormente adquirida por Holt en 1913, permitiendo a Holt ser popularmente conocido como el "inventor" de tractores oruga. Hornsby hizo una versión para el ejército británico que posteriormente sería la inspiración de un "tanque".

## Construcción y operación

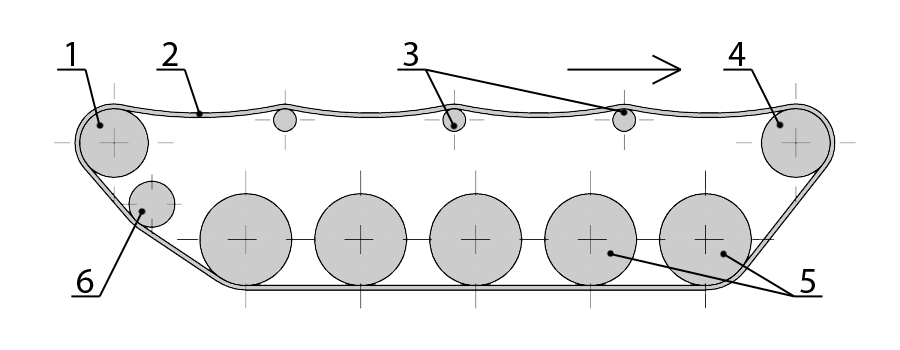
Diagrama de una suspensión de orugas. 1=rueda de transmisión trasera, 2=oruga, 3=rodillo de retorno, 4=rueda de transmisión delantera, 5=ruedas de rodadura, 6=rodillo tensor.

## Ejemplos
- El tractor oruga ha sido el fundamento del diseño de la tracción de los carros de combate.
- Los tractores con una pala delante son los denominados bulldozers, y suelen ser usados en la construcción para mover tierra.
- La oruga ha sido empleada en algunos de los vehículos del campo como ayuda a la agricultura. 
  - Tractor Marshall
- El transbordador espacial se transporta a su base de lanzamiento mediante una gran oruga transportadora.
- El vehículo con oruga más grande del mundo es la rotopala alemana Bagger 288.